# Egyenlítői-Guinea címere

Egyenlítői-Guinea címere

Egyenlítői-Guinea címere egy ezüstszínű pajzs, amelyen egy fát ábrázoltak. A pajzs felett hat darab hatágú sárga csillag található félkörívben. A hat csillag az öt szigetet és a szárazföldi részt jelképezi. A mangrove fa, az ún. Isten fája annak jelképeként került az állam címerére, hogy árnyékában írták alá a spanyolok az eredeti szerződést Bonkoro királlyal, a mai Egyenlítői-Guinea akkori uralkodójával. A pajzs alatt fehér szalagon a mottó olvasható: „Unidad, Paz, Justicia” (Egység, béke, igazság). 